# Neoterebra dislocata
Neoterebra dislocata (denominada, em inglês, atlantic auger, common american auger, eastern auger ou onslow auger) é uma espécie de molusco gastrópode marinho pertencente à família Terebridae. Foi classificada por Say, em 1822, como Cerithium dislocatum.

## Descrição da concha e hábitos
Concha em forma de torre alta, de coloração amarelada a róseo-cinzenta, ou branca; com pouco mais de 5 centímetros de comprimento, quando desenvolvida; com cerca de 15 voltas em sua espiral, esculpidas com costelas axiais e contendo uma sutura logo abaixo à linha de junção das espirais. Opérculo córneo.
É encontrada em bancos de areia fora da costa, entre 15 a 52 metros de profundidade. Os animais da família Terebridae são predadores e esta espécie foi vista se alimentando de Hemichordata.

## Distribuição geográfica
Terebra dislocata ocorre da Califórnia, na costa Pacífica dos Estados Unidos, ao Panamá e, no oceano Atlântico, da Carolina do Norte ao Texas, passando pela Flórida, e do mar do Caribe até a costa norte do Brasil, do Pará ao Rio Grande do Norte.